# Oh Caroline
Oh Caroline è un singolo del gruppo musicale inglese The 1975, pubblicato l'8 dicembre 2022 come quinto estratto dal quinto album in studio Being Funny in a Foreign Language.

## Video musicale
Il videoclip della canzone è stato diretto da Samuel Bradley ed è stato pubblicato il 1º settembre 2022. Nel video, il frontman della band Matty Healy appare nella sua versione anziana mentre ricorda intensamente e rivive un interesse romantico della sua gioventù.

## Classifiche
| Classifica (2022) | Posizione raggiunta |
| ----------------- | ------------------- |
| Nuova Zelanda     | 4                   |
| Regno Unito       | 29                  |
| Stati Uniti       | 30                  |